# Capparis erythrocarpos
Capparis erythrocarpos là một loài thực vật có hoa trong họ Capparaceae. Loài này được Isert mô tả khoa học đầu tiên năm 1789.